# Innamoramento

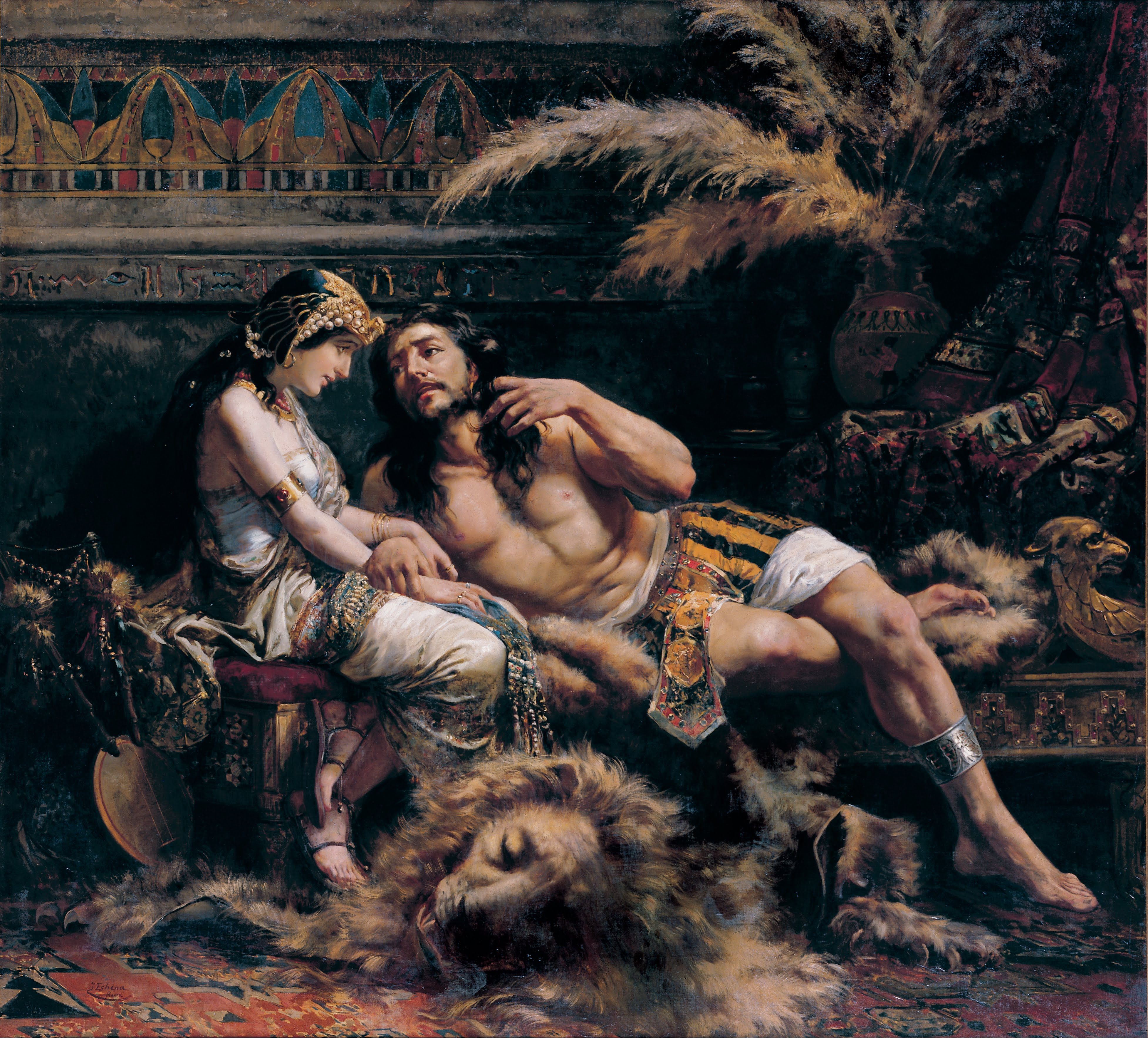
Sansone e Dalila, dipinto di José Echenagusia (1887), Museo di Belle Arti di Bilbao

L'innamoramento, nella specie umana, è una pulsione che provoca una varietà di sentimenti e di comportamenti caratterizzati dal forte coinvolgimento emotivo verso un'altra persona, che, a seconda dei casi, è associata a un'intensa attrazione sessuale.

## Storia e antropologia
L'antropologa Helen Fisher, nel 2006, ha scoperto, utilizzando la risonanza magnetica cerebrale su persone innamorate che l'innamoramento è una pulsione che attiva parti del cervello profondo con la produzione di ormoni caratteristici e che può ricondursi a tre separati stati mentali specifici più o meno contemporanei o conseguenziali: desiderio sessuale (estrogeni, endogeni, endorfine), amore romantico (dopamina, norepinefrina, serotonina), attaccamento (ossitocina, vasopressina). Caratteristiche del desiderio sessuale è la promiscuità, dell'amore romantico l'esclusività, dell'attaccamento il desiderio di vicinanza. L'innamoramento può durare anche diversi anni ed è causa di grandi piaceri come di grandi dolori ed è presente in quasi tutte le culture antiche e moderne con enfasi culturali diverse. Però ha assunto una configurazione letteraria precisa ed è diventato la base del matrimonio solo in Occidente in tempi recenti.

In India, nell'antico sistema di caste entro il quale era richiesto di sposarsi o accoppiarsi, innamorarsi di qualcuno di un'altra casta significava diventare un fuori casta, un paria, un reietto della società. L'India ha sviluppato al massimo grado l'arte erotica, l'arte del darsi piacere e non la letteratura sull'amore romantico: ad esempio il Kamasutra non permette di capire se i due partner sono o non sono innamorati.

In Cina storicamente non erano presenti le caste, ma è sempre stato dominante il costume. I matrimoni e le altre relazioni erotiche venivano combinati dalle famiglie secondo regole secolari. Proibito l'innamoramento, non è più possibile una netta distinzione fra attrazione sessuale e attrazione amorosa: non c'è una differenza abissale fra “ti amo” e “mi piaci”. Di conseguenza, c'è un solo linguaggio, con una transizione graduale quasi impalpabile fra le espressioni affettive, dolci, appassionate – tesoro, amore, cuore mio, vorrei morire fra le tue braccia – e quelle che designano le parti sessuali – le due colline gemelle, la valle del piacere, la collina della luna, la fossa del piacere, il gabinetto segreto – fino alle esperienze specificamente orgasmiche – la nuvola che scoppia ecc. L'amore inoltre è fuso col corpo e diventa possibile anche un linguaggio amoroso del corpo senza parole come nel già ricordato Kamasutra.
L'innamoramento è legato all'Occidente. Le sue premesse nascono in Grecia. Nei dialoghi di Platone non si discute di pratiche erotiche o di come raggiungere il piacere, ma proprio dell'amore, la forza che lega due persone in modo esclusivo. Nella Antica Grecia e nella Roma imperiale si trova una ricca letteratura di poesia d'amore: i poeti Saffo, Catullo e Properzio e Ovidio.
Il Cristianesimo ha rafforzato la complementarità fra maschio e femmina e ha inteso la sessualità, vista sia sotto il valore unitivo che procreativo, come valori indivisibili tra loro. Il matrimonio é monogamico e indissolubile.
L'innamoramento fa la sua comparsa nel 1200 con lo sviluppo della borghesia e costituisce una rivolta contro il matrimonio combinato dalle famiglie, un'affermazione della libertà individuale. A volte è perfino una rivolta contro l'ordine costituito contro i doveri matrimoniali e perfino contro la lealtà feudale. I protagonisti delle grandi storie d'amore che commuovono le folle: Tristano e Isotta, Lancillotto e Ginevra, sono degli adulteri che hanno tradito il loro re. Sono adulteri anche Paolo e Francesca, che però, nella Divina commedia, costituiscono l'esempio di un amore sublime. E diventano famosi ed esemplari anche Abelardo ed Eloisa, divisi dalla società eppure uniti per sempre, tanto che la pietà popolare li raccoglie insieme nella stessa tomba. Quando William Shakespeare crea una storia d'amore medievale, scrive Romeo e Giulietta, due adolescenti che appartengono a due famiglie ostili a cui essi, nel nome del loro amore, si ribellano. È lo schema dell'amore come ribellione a un'istituzione consolidata per creare una nuova coppia, con nuovi valori.
L'epoca in cui l'innamoramento si afferma come categoria culturale dominante è alla fine del Settecento e soprattutto nell'Ottocento, l'epoca romantica, al punto che ancora oggi gli anglosassoni, mancando del concetto di innamoramento, lo chiamano romantic love.

## Teorie psicologiche
Gli psicologi in generale non hanno dato un ruolo particolare all'innamoramento e vi hanno visto di solito un segno di immaturità. Nicola Ghezzani sostiene «Nel quadro delle teorie psicologiche moderne i disturbi del carattere e della personalità vengono univocamente riferiti a un difetto nella maturazione personale, ossia a un “arresto” nello sviluppo, o addirittura a una “regressione”, quindi al persistere di fasi precoci, infantili o adolescenziali, nella vita adulta; fasi caratterizzate da dipendenza, bisogno di conferme, incapacità a risolvere il debito col passato, a separarsi dalla madre o dal padre o dalla famiglia, inettitudine a divenire autonomi.». E l'innamoramento è stato visto esso stesso come una regressione, come un ritorno ad uno stato di dipendenza non più dalla madre, ma da qualcuno che ne ha preso il posto. Sempre secondo Ghezzani «l'innamorato è, agli occhi di Freud, un individuo animato solo dal bisogno di soddisfare i suoi bisogni sessuali; per farlo adeguatamente egli ha appreso, innamorandosi, a conservare un rapporto stabile con il suo “oggetto sessuale”».
Secondo Freud l'amore deriva direttamente dalla pulsione sessuale e muore con l'estinzione di essa. Sopravvive solo quando la sessualità è “sublimata”, cioè controllata, e il rapporto si empie di fattori estrinseci: gli affetti, il mutuo soccorso, la stima. Infatti, raggiunta la meta sessuale l'amore potrebbe terminare, se ciò non accade è perché l'individuo, secondo Freud, «può fare assegnamento sicuro sul risorgere del bisogno, e questa è la prima ragione per fare un investimento duraturo sull'oggetto sessuale e per amarlo anche negli intervalli di tempo in cui la passione non si manifesta...»; e ciò, di conseguenza, avviene nel caso l'amore sia unilaterale ossia non ricambiato dal soggetto amato: la dipendenza verso esso non può aver termine.
Per Freud, dunque l'amore è un controllo sul partner dettato da esigenze egoistiche. Sulla scia di Freud gran parte dei teorici della psicoanalisi, uomini e donne, hanno descritto l'amore come una mistificazione soggettiva (sublimazione) intesa a coprire un bisogno sessuale primario. Per Fromm l'innamoramento è uno stato di follia e i due innamorati realizzano un egoismo a due. L'amore di coppia non è una forza sui generis, non è un paradigma di ricerca e di avventura, è solo un'espressione minore del più generale bisogno di sicurezza.
Molto più approfondita la concezione di Carl Gustav Jung che vede nell'incontro amoroso un processo di crescita, di maturazione, di arricchimento grazie al ricongiungimento con il proprio animus (nella femmina) o con la propria anima (nel maschio). Un concetto analogo verrà sostenuto da Donald W. Winnicott col concetto di oggetto transizionale che consente la transizione da uno stato a un altro stato della propria identità.

## Studi neurofisiologici
Gli studi neurofisiologici hanno confermato che nelle prime fasi del processo amoroso vi sono esperienze particolari e quindi si giustifica un'espressione come innamoramento. Le ricerche inoltre hanno cercato di spiegare ciascuna di queste esperienze con particolari neurotrasmettitori. Così secondo alcuni al primo incontro, il mesencefalo, l'area cerebrale che controlla i riflessi visivi e uditivi, inizia a rilasciare dopamina, un neurotrasmettitore che produce piacere ed euforia. L'ipotalamo invece comanda al corpo di inviare segnali di attrazione e di piacere. Col proseguire del rapporto, i livelli di dopamina aumentano e crescono i livelli d'altri due neurotrasmettitori legati alla dopamina: la noradrenalina e la feniletilamina. Via via che il rapporto si approfondisce, l'ipotalamo stimola la produzione dell'ossitocina che stimola sentimenti di tenerezza e calore. Un altro ormone, la vasopressina collegato alla memoria, spinge alla fedeltà e alla monogamia. Dopo un periodo che oscilla dai 18 ai 30 mesi dall'inizio della relazione, però il cervello si è assuefatto al "cocktail" di sostanze chimiche e non reagisce più come prima. E quindi possiamo considerare finita la fase dell'innamoramento. Studi recenti hanno, tuttavia, smentito che ci sia un limite temporale fisiologico dell'innamoramento.
Secondo il neuro-fisiologo Jean Didier Vincent "Accanto al cervello neuronico... esiste un vero e proprio cervello umorale che modifica continuamente e in tutte le sue strutture il funzionamento del primo...; un cervello indeterminato e vaporoso, responsabile della parte affettiva e passionale dell'individuo". Il cervello, capace di secernere neuro-ormoni specifici, genera uno stato di desiderio fluttuante incessante, in grado di motivare tanto il desiderio immediato quanto l'azione passionale programmatica, quindi l'innamoramento.

## Studi sociologici
Sono stati studiati i movimenti collettivi che il sociologo Francesco Alberoni ha elaborato la sua teoria dell'innamoramento come stato nascente di un movimento collettivo formato da due sole persone che porta alla formazioni di quella comunità che chiamiamo coppia. Il movimento è un'esplosione collettiva improvvisa che trascina gli uomini in un vortice di rivolta e di speranza, li unisce li affratella in una nuova comunità che cerca di trasformare il mondo che la circonda. Sono loro che hanno generato le chiese, i partiti, i regimi. Senza la loro capacità di trascinare gli esseri umani, senza la loro potenza divina e diabolica, gli uomini non saprebbero cambiare, unirsi, credere, sacrificarsi. Almeno in occidente, quasi tutte le nostre formazioni sociali, le nostre istituzioni, siano esse monasteri, chiese, sette, partiti, sindacati o nazioni, sono sorte da movimenti collettivi. Non sono mai nate a freddo dal puro calcolo. Sono sempre sorte dal calore della passione, dell'ideale, che ha prodotto la “fusione” delle formazioni esistenti per creare qualcosa di completamente diverso e nuovo. Il Cristianesimo non si è formato a freddo attraverso compromessi fra varie religioni, la nazione italiana non è nata da accordi fra i suoi staterelli, ma dall'ardore dei movimenti nazionalistici. E, per produrre la fusione, non basta nemmeno avere in comune interessi, vantaggi, potere, non basta nemmeno l'odio verso lo stesso nemico Occorre che prima si crei un'intolleranza fatale verso le formazioni sociali entro cui l'individuo vive, un'insofferenza viscerale, e poi la speranza, altrettanto fatale, di un rinnovamento, e la fede di una rinascita, e una meta, e un capo e la capacità di sacrificarsi per un ideale. Nell'innamoramento avviene lo stesso processo. Due persone che magari non si conoscevano, non si erano mai viste e, in pochissimo tempo, talvolta pochi giorni, stabiliscono fra di loro un legame emotivo e un'attrazione erotica fortissima al punto che spesso spezzano i legami più consolidati coi genitori, col fidanzato, col marito e con la moglie e, presi da una vera e propria ebbrezza, vogliono solo vivere l'uno con l'altro, fare copulare l'uno con l'altro. E formano una coppia, una nuova comunità sociale capace di durare nel tempo entro cui essi si trasformano, si rinnovano, creano un nuovo progetto di vita. In questo modo l'innamoramento diventa amore quotidiano, istituzione.
Le dinamiche alla base dell'innamoramento sono ancora argomento del contemporaneo dibattito scientifico poiché influiscono numerosi fattori, riguardanti una molteplicità di discipline quali la biologia, la psicologia e la sociologia.
È tuttavia accertato che possano esistere alcuni fattori che contribuiscono all'innamoramento, tra questi troviamo fattori fisiologici (quali l'odore, la postura, l'aspetto, ecc.), fattori psicologici ed emotivi, fattori sociali.
L'innamoramento provoca solitamente anche modificazioni nell'organismo umano, con lo scopo istintivo di avvicinare i due individui. Sia negli individui di sesso maschile sia in quelli di sesso femminile, infatti, si verificano alcuni cambiamenti a livello ormonale, positivi in caso di amore ricambiato, negativi in caso di amore non corrisposto (ansia, stress).

## La fenomenologia dell'innamoramento
L'innamoramento non è solo un insieme di emozioni, di sensazioni, di percezioni, di impulsi come appare dagli studi neurofisiologici ma un complesso processo in cui due individui entrano in relazione, si trasformano e creano una nuova società e un nuovo progetto di vita. Esso è perciò un processo complesso in cui vi sono delle tappe obbligate come il raccontarsi reciprocamente tutta la propria vita per fare in modo che l'altro possa conoscerlo e capire come lui ha visto il mondo. In questo modo gli innamorati arrivano ad amare non solo la persona come è oggi, ma come era da bambina, da adolescente, nella gioia e nel dolore. Ciascuno racconta anche i suoi amori che, nel processo di stato perdono importanza ai suoi occhi ed egli può comunicarli all'amato senza scatenare la sua gelosia. A questo processo di ricostruzione congiunta della loro vita viene dato il nome di storicizzazione. E i due innamorati oltre a vivere il piacere dell'oggi, dell'immediato, si proiettano nel futuro elaborando un progetto comune di vita.
II progetto è possibile perché il mondo è trasfigurato, pronto ad accoglierlo. Non è sforzo o pena. È danza, creatività. Ma essi si accorgono anche di essere diversi, di avere desideri diversi. Alcune di queste differenze sono facilmente superabili grazie alla plasticità, all'adattabilità propria dell'amore nascente. Quelle che potrebbero portare a una rottura sono risolte con un patto in cui ciascuno si impegna a considerare ciò che è essenziale per l'amato un proprio autentico limite.

## Il significato evolutivo dell'innamoramento
Le scienze biologiche mostrano con evidenza che ogni specie vivente ha una sua specifica “stagione degli amori”. Dall'organismo vivente unicellulare fino ai più complessi mammiferi, gli individui biologici attraversano fasi della vita (in alcuni casi un solo breve periodo) durante le quali, come fanno gli organismi elementari, si sdoppiano e generano oppure, come fanno gli organismi complessi, si accoppiano e si riproducono. La riproduzione per accoppiamento può avvenire in modo diretto, col contatto dei corpi, oppure indiretto, per esempio mediante impollinazione. Per tutte le specie viventi l'unione sessuale ha dunque come finalità essenziale la riproduzione biologica e, nelle specie superiori, la protezione della prole.
Rispetto alle comuni specie biologiche, la specie umana presenta tuttavia alcune rilevanti differenze. La prima è che, mentre le specie animali si riproducono e talvolta accudiscono la prole, ma non proteggono il singolo figlio, e anzi il più delle volte lasciano morire il cucciolo debole, incapace di competere coi fratelli per assicurarsi il cibo, la specie homo ha sviluppato in massimo grado le dinamiche affettive e accuditive di protezione personale. La madre della specie umana protegge ogni singolo figlio anche e soprattutto quando egli è debole. Questo presuppone una capacità di riconoscimento individuale che negli animali è carente o manca del tutto. La capacità umana di riconoscimento personale ha prodotto due attitudini specie-specifiche: l'empatia e l'amore. Gli studi di Giacomo Rizzolatti sui “neuroni specchio” dimostrano che nella specie homo l'empatia è una capacità “specie-specifica” (cioè tipica della nostra specie) più sviluppata che in qualunque altra specie. Il che implica un'attitudine all'amore maggiore che in qualunque altra specie.
Nel corso della sua evoluzione, la specie umana ha massimizzato i comportamenti empatici e di cura personale. Il rapporto madre-figlio (come studiato nell'infant research da autori quali René Spitz, Margaret Mahler, John Bowlby, Donald W. Winnicott, Mary Ainsworth e Daniel Stern) è stato il modello di relazione della specie umana, dal quale sono sorti gli attaccamenti propri della famiglia e della coppia. L'innamoramento nella coppia prosegue questa linea di tendenza: quando sono innamorati, gli individui umani si scelgono sulla base di affinità psicologiche avvertite come meritevoli di dedizione e cura, e accudiscono con devozione la persona che ne è portatrice. In questo modo, individuazione e amore si intensificano l'uno con l'altro.
In sintesi, nella specie umana l'amore ha la funzione di massimizzare attitudini quali la maternità, il legame familiare, l'altruismo, il riconoscimento e l'attaccamento personali, il valore unico e irripetibile della persona.